# Elembe Djondo
Elembe W'otongi Djondo Ya Lokoho Yekoo (16 april 2007) is een Belgisch voetballer die onder contract ligt bij RSC Anderlecht.

## Clubcarrière
Djondo genoot een deel van zijn jeugdopleiding bij RSC Anderlecht. Op 15 maart 2025 maakte hij zijn profdebuut in het shirt van RSCA Futures, het beloftenelftal van de club in Eerste klasse B: in de competitiewedstrijd tegen RFC Seraing (1-1-gelijkspel) liet trainer Jelle Coen hem in de 84e minuut invallen voor Ludovick Wola-Wetshay.

## Clubstatistieken
| Seizoen         | Club            | Land            | Competitie      | Competitie | Competitie | Beker | Beker | Supercup | Supercup | Europees | Europees | Totaal | Totaal |
| Seizoen         | Club            | Land            | Competitie      | Wed.       | Dlp.       | Wed.  | Dlp.  | Wed.     | Dlp.     | Wed.     | Dlp.     | Wed.   | Dlp.   |
| --------------- | --------------- | --------------- | --------------- | ---------- | ---------- | ----- | ----- | -------- | -------- | -------- | -------- | ------ | ------ |
| 2024/25         | RSCA Futures    | Vlag van België | Eerste klasse B | 1          | 0          | —     | —     | —        | —        | —        | —        | 1      | 0      |
| Carrière totaal | Carrière totaal | Carrière totaal | Carrière totaal | 1          | 0          | 0     | 0     | 0        | 0        | 0        | 0        | 1      | 0      |

Bijgewerkt op 17 maart 2025.
33 Vercauteren ·
34 Bouchouari ·
48 Montegnies ·
50 Barry ·
51 Baouf ·
52 Nicaise ·
53 Colassin ·
59 Vergeylen ·
62 Goto ·
63 Vanhoutte ·
64 Masscho ·
65 Engwanda ·
66 Haentjens ·
67 Moutha-Sebtaoui ·
68 Monticelli ·
69 Ure ·
71 Engwanda ·
73 Lapage ·
74 De Cat ·
77 Mendel-Idowu ·
78 Tajaouart ·
79 Maamar ·
80 Decorte ·
81 Diallo ·
83 Degreef ·
Coach: Coen